# Carly Fiorina
Cara Carleton "Carly" Fiorina (de soltera Sneed, 6 de septiembre de 1954) es una empresaria y figura política estadounidense, conocida principalmente por su periodo como CEO de Hewlett-Packard (HP). Posteriormente se desempeñó como la presidenta de la organización filantrópica Good360.
Fiorina postuló sin éxito al Senado de Estados Unidos por California en 2010 y a la nominación presidencial republicana en 2016. 
Como Directora Ejecutiva de HP de 1999 a 2005, Fiorina fue la primera mujer en liderar una compañía Top-20 según el ranking de la revista Fortune. En 2002, Fiorina supervisó lo que entonces fue la mayor fusión tecnológica en la historia, en la que HP adquirió a su rival fabricante de ordenadores personales, Compaq. La transacción convirtió a HP en la vendedora de computadoras personales más grande del mundo. HP posteriormente despidió a 30,000 trabajadores norteamericanos con la finalidad de salvar 80,000 empleos. La compañía luego creció a 150,000. En febrero de 2005, se vio obligada a renunciar como CEO y Presidenta a raíz de un desacuerdo en el directorio.

Fiorina fue asesora de la campaña presidencial del Vicepresidente republicano John McCain en 2008. En 2010, ganó la nominación republicana para el Senado de Estados Unidos por California, pero perdió las elecciones generales ante la senadora demócrata en ejercicio, Barbara Boxer. Fiorina fue candidata en las primarias presidenciales republicanas en 2016, y fue durante siete días la compañera de fórmula de Ted Cruz hasta que suspendiera su campaña, estableciendo el récord de la candidatura vicepresidencial más corta en la historia moderna de Estados Unidos. Fiorina anunció su respaldo a Joe Biden en la elección presidencial de Estados Unidos de 2020.

## Primeros años y educación
Cara Carleton Sneed nació el 6 de septiembre de 1954 en Austin, Texas, hija de Madelon Montross (de soltera Juergens) y de Joseph Tyree Sneed III. El nombre "Carleton", del cual se deriva "Carly", fue utilizado en todas las generaciones de la familia Sneed desde la Guerra Civil. En el momento de su nacimiento, el padre de Fiorina era profesor en la Facultad de Derecho de la Universidad de Texas. Más tarde se convertiría en decano de la Facultad de Derecho de la Universidad de Duke, fiscal general adjunto de los Estados Unidos y juez del Tribunal de Apelaciones del Noveno Circuito de los Estados Unidos. Su madre era una pintora abstracta. Ella es principalmente de ascendencia inglesa y alemana, y fue criada en la iglesia Episcopal. Su tatarabuelo paterno, Joseph P. Sneed, fue un ministro y educador metodista en Texas. Su tío, tatarabuelo y tío paterno construyó la Casa Constantine Sneed en Brentwood, Tennessee, que figura en el Registro Nacional de Lugares Históricos.
Carly fue una "brownie", pero no se convirtió en una Girl Scout debido a las frecuentes mudanzas de su familia. Asistió a la Escuela Channing, en Londres. Luego asistió a cinco escuelas secundarias diferentes, incluyendo una en Ghana, graduándose en la Escuela Secundaria Charles E. Jordan en Durham, Carolina del Norte. En algún momento, aspiraba a ser una pianista clásica. Recibió su licenciatura en filosofía e historia medieval de la Universidad de Stanford, en 1976. Durante los veranos, trabajó como secretaria para Kelly Services. Asistió a la Facultad de Derecho de UCLA en 1976, pero se retiró después de un semestre. Trabajó como recepcionista durante seis meses en una empresa de bienes raíces, Marcus & Millichap, ascendiendo a la posición de agente comercial. Cuando se casó en 1977, ella y su esposo se mudaron a Bologna, Italia, donde él estaba haciendo un trabajo de posgrado. Allí dictó clases de inglés a empresarios italianos.
En 1980, Fiorina recibió una Maestría en Administración de Empresas, en marketing, de la Robert H. Smith School of Business en la Universidad de Maryland, College Park. En 1989, obtuvo una Maestría en Ciencias, en administración, de la Sloan School of Management del MIT, bajo el programa Sloan Fellows.

## Trayectoria empresarial

### AT&T y Lucent
En 1980, Fiorina se unió a AT&T como aprendiz de gerencia, vendiendo servicios telefónicos a grandes agencias federales. En 1990, se convirtió en la primera funcionaria mujer de la compañía en el cargo de vicepresidenta senior, supervisando la división de hardware y sistemas de la compañía, liderando posteriormente sus operaciones norteamericanas.
En 1995, Fiorina dirigió las operaciones corporativas para Lucent Technologies, Inc., un spin-off de AT&T de sus divisiones de Western Electric y Bell Labs a una nueva compañía.  En ese puesto, ella reportó al presidente ejecutivo de Lucent, Henry B. Schacht. Ella jugó un papel clave en planificar y ejecutar la estrategia de oferta pública inicial de 1996 de una venta exitosa y de la estrategia de lanzamiento de la compañía.  La escisión se convirtió en una de las OPI más exitosas en la historia de los Estados Unidos, con una recaudación de US$3 mil millones.
Más tarde, en 1996, Fiorina fue nombrada presidenta de la división de productos para el consumidor en Lucent. En 1997, fue nombrada presidenta de grupo para la división de abastecimiento de servicios globales en Lucent, supervisando el marketing y ventas para el segmento de clientes más grande de la compañía. Ese año, Fiorina presidió una alianza comercial de US$2.500 millones de dólares entre la división de Consumo y Comunicaciones de Lucent y Royal Philips Electronics, bajo el nombre Philips Consumer Communications (PCC). En la edición del 12 de octubre de 1998 de la revista Fortune, Fiorina fue nombrada "la mujer de negocios más poderosa en Norteamérica".
Lucent agregó 22,000 empleos y los ingresos crecieron de US$ 19 mil millones a US$ 38 mil millones, y la participación de mercado de la compañía aumentó en cada región para cada producto. De acuerdo con la revista Fortune, Lucent aumentó las ventas prestando dinero a sus propios clientes, escribiendo que, "con un poco de estupenda magia contable, el dinero de los préstamos comenzó a aparecer en el estado de resultados de Lucent como un nuevo ingreso, mientras que la deuda incierta se escondió en su balance como un activo supuestamente sólido". El precio de las acciones de Lucent se multiplicó por 10.

### Hewlett-Packard (HP)

#### Contratación

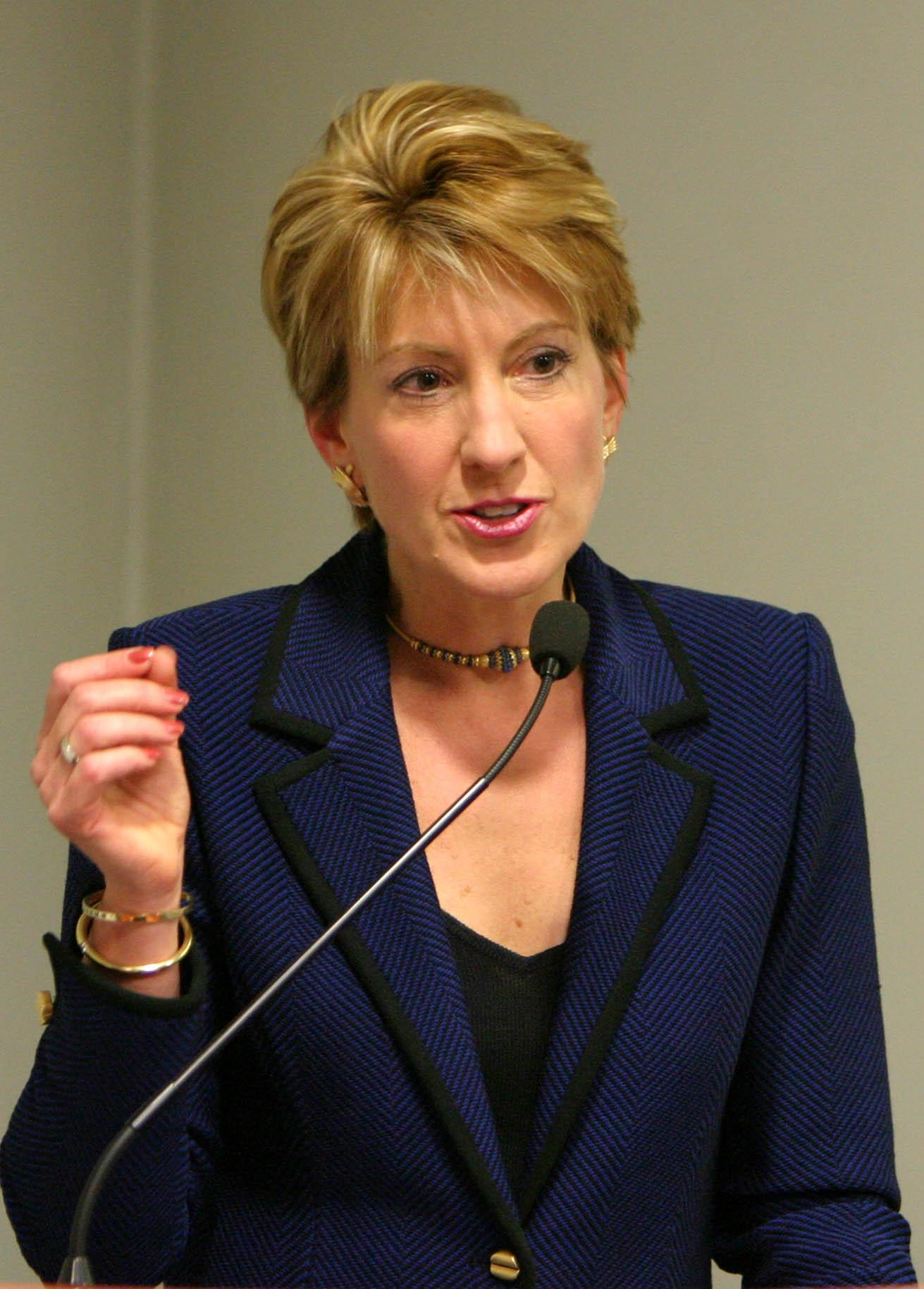
Fiorina como CEO y Presidenta del directorio de Hewlett-Packard, 2 de agosto de 2004

En julio de 1999, la compañía Hewlett-Packard nombró a Fiorina como directora ejecutiva, sucediendo a Lewis Platt y prevaleciendo sobre la candidata interna Ann Livermore. Matthew Boyle, de la revista Fortune, dijo sobre la contratación de Fiorina como la primera mujer CEO de HP: "Carly Fiorina no solo rompió el techo de cristal, sino que lo arrasó, siendo la primera mujer en liderar una compañía FORTUNE 20".
Escribiendo en la revista Fortune en agosto de 2015, Jeffrey Sonnenfeld describió la contratación como resultado de "un directorio de HP disfuncional, lleno de su propia política envenenada, la contrató sin experiencia de directora ejecutiva y sin entrevistas con el directorio completo". Fiorina recibió una oferta de contratación más grande que cualquiera de sus predecesores, incluyendo $65 millones de dólares en acciones restringidas para compensarla por las acciones de Lucent y las opciones que dejó, un bono por firmar de $3 millones de dólares, un salario anual de $1 millón de dólares (más un bono anual de $ 1.25–3.75 millones de dólares), $36.000 en asistencia hipotecaria, un subsidio de reubicación, y permiso (y estímulo) para utilizar los aviones de la empresa para asuntos personales. Fortune también la nombró la mujer más poderosa de Estados Unidos durante cinco años consecutivos.

#### Separación de Agilent Technologies y adquisición propuesta de PWC
Aunque la decisión de escindir la división de los equipos técnicos de la empresa precedió a su llegada, una de sus primeras responsabilidades principales como presidenta ejecutiva fue la supervisión de la separación de Agilent Technologies como una unidad independiente de HP. Fiorina propuso la adquisición de la división de servicios de tecnología de PricewaterhouseCoopers por casi 14 mil millones de dólares, pero retiró la oferta después de una pobre recepción por parte de Wall Street. Tras el colapso de la burbuja punto com, la división de consultoría de PwC fue adquirida por IBM por menos de $4 mil millones. Más tarde, HP adquirió Electronic Data Systems, otra compañía de servicios tecnológicos, lo que algunos consideraron como una validación de la estrategia de Fiorina.

#### Fusión con Compaq
A principios de septiembre de 2001, tras la explosión de la burbuja tecnológica, Fiorina anunció la adquisición del fabricante de computadoras Compaq, con 25 mil millones en acciones, que, en ese momento, era el segundo mayor productor de computadoras personales, después de Dell. Las acciones de HP cotizaron a la baja en un 30% en las noticias de la fusión. La fusión de Compaq creó el mayor fabricante de computadoras personales del mundo en términos de unidades vendidas.
Fiorina estaba frecuentemente en desacuerdo con la junta directiva de HP, y tuvo que luchar contra el directorio por la fusión. Walter Hewlett (hijo del cofundador de la compañía William Hewlett) fue una fuente de oposición particularmente fuerte. Hewlett votó originalmente con los otros miembros del directorio para aprobar el acuerdo de Compaq, pero luego cambió de opinión. Lanzó una lucha por poderes contra los esfuerzos de Fiorina, el que ella ganó con un "margen muy ajustado" del 51.4% de los accionistas, con los accionistas institucionales proporcionando la mayor parte del apoyo. Fiorina fue respaldada en la batalla de poder por otros miembros del directorio, incluidos Richard Hackborn, Philip M. Condit, George A. Keyworth, II y Robert Knowling. Fiorina procedió a reorganizar HP y a fusionar las partes que mantuvo con Compaq.
La fusión inicialmente fue recibida con un escepticismo casi universal. La edición del 7 de febrero de 2005 de Fortune describió su plan de fusión como "fallido" y el pronóstico como "dudoso". El profesor de negocios Robert Burgelman y el exvicepresidente ejecutivo de HP, Webb McKinney, quien dirigió el equipo de integración posterior a la fusión de HP, analizaron la fusión y concluyeron que finalmente fue exitosa. En 2008, el ex CEO interino de Compaq Ben Rosen declaró que aunque Fiorina carecía de las habilidades para dirigir la compañía fusionada, sus sucesores lo hicieron funcionar. HP pudo integrar las operaciones de Compaq y emerger como el mayor vendedor mundial de computadoras personales. La industria pronto cayó en declive, lo que provocó más dificultades para la empresa. HP finalmente canceló US $ 1.200 millones de la adquisición a medida que el mercado de computadoras personales empeoró. Mirando en retrospectiva, un artículo del New York Times de 2011 lo describió como "una de las ofertas más cuestionables de la época".

#### Acusaciones de ventas a Irán pese a sanciones
En 1997, antes de que Fiorina se uniera a la compañía, la filial holandesa de HP formó una sociedad con una compañía en Dubái, el Golfo de Redington, que vendía los productos de HP en Irán. Bajo el liderazgo de Fiorina en HP, la compañía vendió millones de dólares en impresoras y productos informáticos a Irán a través de la subsidiaria en el extranjero, mientras que las sanciones de exportación de Estados Unidos estaban en vigor.  Después de que The Boston Globe informara inicialmente de la historia en 2008,  la SEC envió una carta de consulta a HP, quien respondió que los productos por un valor de US$ 120 millones se vendieron en el año fiscal 2008, argumentando que las ventas no violaron las sanciones a la exportación porque se hicieron a través de una filial extranjera. Según los exfuncionarios que trabajaron en las sanciones, HP estaba usando un vacío legal al enrutar sus ventas a través de una subsidiaria extranjera. HP terminó su relación con el Golfo de Redington después de la investigación de la SEC.

#### Suministro de servidores HP a la NSA
En una entrevista de septiembre de 2015 con Michael Isikoff, Fiorina dijo que, en las semanas posteriores a los atentados del 11 de septiembre de 2001, recibió una llamada telefónica de Michael Hayden, entonces director de la Agencia de Seguridad Nacional (NSA), pidiéndole ayuda en el suministro de servidores de computadoras HP para una vigilancia expandida. Hayden confirmó que había hecho la solicitud de servidores HP como parte de Stellar Wind, un programa de vigilancia sin orden judicial de la NSA entre 2001-2007, pero los detalles no fueron revelados a Fiorina en ese momento. Fiorina "reconoció que cumplió con la solicitud de Hayden, redirigiendo camiones de servidores de computadoras HP que se dirigían a tiendas minoristas desde un almacén en Tennessee a Washington Beltway, donde fueron escoltados por la seguridad de la NSA" a la sede de la agencia en Fort Meade. En 2015, Fiorina dijo: "Sentí que era mi deber ayudar, y así lo hicimos", y agregó: "Estaban incrementando un conjunto completo de programas y necesitaban mucha capacidad de procesamiento de datos para intentar monitorear un conjunto completo de amenazas... Lo que sabía en ese momento era que nuestra nación había sido atacada ". Hayden también solicitó que Fiorina brindara asesoramiento a la agencia "sobre cómo la CIA podría mantener su misión de espionaje encubierto en una cultura de crecientes filtraciones del gobierno y demandas de mayor rendición de cuentas pública y apertura". Según Fiorina, ella aconsejó a la agencia que fuera "lo más transparente posible, tanto como fuera posible".

#### Cambios a la cultura HP
El predecesor de Fiorina en HP había presionado para que un externo lo reemplazara porque creía que la compañía se había vuelto complaciente y que la toma de decisiones impulsada por consenso estaba inhibiendo el crecimiento de la compañía. Fiorina instituyó tres cambios importantes poco después de su llegada: reemplazar la participación en las ganancias por bonos otorgados si la compañía cumplía con las expectativas financieras, una reducción en las unidades operativas de 83 a 12 y consolidar las funciones de back-office.
Fiorina enfrentó reacciones negativas entre los empleados de HP y la comunidad tecnológica por su rol protagónico en la desaparición del "estilo HP", concepto que describía la cultura de trabajo igualitaria y la filosofía rectora de HP, al cual consideraba como un obstáculo para la innovación. Debido a los cambios en la cultura de HP, y a las solicitudes de recortes salariales voluntarias para evitar despidos (seguidos por los despidos más grandes en la historia de HP), las encuestas de satisfacción laboral en HP —cuyas cifras antes se encontraban entre las más altas en Estados Unidos— revelaron "descontento generalizado" y desconfianza, y Fiorina a veces fue abucheada en reuniones de la compañía y atacada en el tablero electrónico de anuncios de HP.
Según The Fiscal Times, Fiorina y otros han argumentado que ella "sentó las bases para algunos de los avances logrados por HP bajo sus sucesores", y que sacudió la cultura de HP para que pudiera competir en la era de Internet.

#### iPod+HP
En enero de 2004, Fiorina anunció un acuerdo con el fundador de Apple, Steve Jobs, para el iPod+HP, un iPod de marca compartida vendido a través de los canales retail de HP. Como parte del acuerdo, a HP se le prohibió vender al competidor del iPod hasta agosto de 2006, y HP acordó preinstalar iTunes en cada computadora vendida. Dos días antes de que Fiorina anunciara el HP+iPod, Jobs anunció un nuevo producto, el iPod mini, que tomó por sorpresa a Fiorina. HP no vendió las versiones más nuevas del iPod de manera oportuna, lo que devino en vender un dispositivo obsoleto durante varios meses. Además, Apple comenzó a vender sus propios iPods a través de los mismos canales minoristas. Como resultado, en la cima del programa, las ventas de iPod+HP representaron solo una pequeña porción de las ventas totales de iPod. En julio de 2005, poco después de que Fiorina renunció como CEO, su sucesor Mark Hurd finalizó el acuerdo de HP con Apple, a los pocos días de asumir el cargo, una "decisión altamente simbólica" que fue bien recibida como un retorno a la innovación por parte de HP.
Steven Levy, comentando en 2015 sobre el acuerdo, escribió que "Steve Jobs la asaltó alegremente a ella y a los accionistas de HP. Al conseguir que Fiorina adoptara al iPod como el reproductor de música de HP, Jobs consiguió que su software [iTunes] se instalara en millones de computadoras de forma gratuita, sofocó a su principal competidor y consiguió que una compañía que se enorgullecía de su invención declarara que Apple era un inventor superior. Y sin perder nada...".

#### Despidos
En enero de 2001, HP despidió a 1.700 empleados de marketing. En junio de 2001, Fiorina solicitó a los empleados que tomaran recortes salariales o usaran su tiempo de vacaciones asignado para reducir costos adicionales, lo que resultó en que más de 80,000 personas se inscribieran, ahorrándole a HP $130 millones de dólares. A pesar de estos esfuerzos de los empleados, en julio Fiorina anunció que se recortarían 6,000 empleos, la mayor reducción en los 64 años de historia de la compañía, pero esos recortes en realidad no ocurrirían hasta después de que se anunciara la fusión de Compaq. En septiembre de 2001, Fiorina dijo que tenía la intención de recortar 15,000 empleos adicionales en caso de una fusión con Compaq.
En total, Fiorina despidió a 30,000 empleados estadounidenses. Según PolitiFact, esos 30,000 despidos fueron "resultado de la fusión con Compaq...".  Para 2004, el número de empleados de HP era casi el mismo que el total previo a la fusión de HP y Compaq combinados, y ese número de 2004 incluía aproximadamente a 8,000 empleados de otras compañías adquiridas por HP desde 2001.  En total, bajo el liderazgo de Fiorina, HP obtuvo una ganancia neta de empleados, incluyendo empleados de fusiones y contrataciones en países fuera de los Estados Unidos.
En 1999, cuando Fiorina se convirtió en CEO de HP, la compañía tenía 84.800 empleados. Después de la fusión con Compaq, la compañía tenía un total de 145,000 empleados en todo el mundo.  En el momento de su renuncia en 2005, después de que HP había adquirido varias otras compañías, HP tenía aproximadamente 150,000 empleados.

#### Renuncia forzada
Los ingresos de HP se duplicaron y la tasa de solicitudes de patentes aumentó debido a las fusiones con Compaq y otras compañías durante el período de Fiorina como CEO. Además, el flujo de caja de HP aumentó en un 40%, a alrededor de $ 6.8 mil millones.  Sin embargo, la compañía tuvo un rendimiento inferior en una serie de otros indicadores: no hubo aumentos en los ingresos netos de HP a pesar de un aumento de 70% en la utilidad neta del S&P 500 durante este período; la deuda de la compañía aumentó de $4.25 mil millones a $6.75 mil millones de dólares; y el precio de sus acciones cayó un 50%, superando las caídas en el índice del Sector de Tecnologías de la Información S&P 500 y el NASDAQ. Por el contrario, los precios de las acciones de IBM y Dell cayeron un 27.5% y 3%, respectivamente, durante ese tiempo.  La adquisición de Compaq no fue tan transformadora como Fiorina y el directorio habían previsto: en el proxy de fusión, habían pronosticado que la división de PC de las entidades fusionadas generaría un margen operativo del 3.0% en 2003, mientras que la cifra real fue del 0.1% en ese año y 0.9% en 2004.
En 2004, HP se quedó drásticamente por debajo de sus ganancias proyectadas para el tercer trimestre y Fiorina despidió a tres ejecutivos durante una llamada telefónica a las 05 a. m.. A principios de enero de 2005, la junta de directores de Hewlett-Packard discutió con Fiorina una lista de problemas que el directorio tenía con respecto al desempeño de la compañía y con sus decepcionantes informes de ganancias. El directorio propuso un plan para trasladar su autoridad a los jefes de división de HP, a lo que Fiorina se resistió fuertemente. Una semana después de la reunión, el plan confidencial se filtró al Wall Street Journal. Según Ben Elgin de BusinessWeek, los directores también estaban preocupados por la incapacidad del directorio en trabajar eficazmente con Fiorina.
Menos de un mes después, el directorio trajo de vuelta a Tom Perkins y obligó a Fiorina a dimitir como presidenta y directora ejecutiva de la compañía. Las acciones de la compañía aumentaron un 6,9 por ciento por las noticias de su partida, agregando casi tres mil millones de dólares al valor de HP en un solo día.
En su libro Tough Choices, ella se refirió al comportamiento de los miembros del directorio como "poco profesional e inmaduro". Larry Sonsini, quien investigó la filtración relacionada con la renuncia forzada de Fiorina, describió al directorio en su informe a Fiorina como "disfuncional".
El 13 de mayo de 2008, HP, bajo el entonces presidente ejecutivo Mark Hurd, confirmó que había llegado a un acuerdo para comprar Electronic Data Systems, el más grande desde la compra de Compaq. El precio fue de $ 12,6 mil millones reportados. En el momento del anuncio, Loren Steffy de The Houston Chronicle sugirió que la adquisición de EDS después de la administración de Fiorina era evidencia de que su plan fallido para adquirir parte de Pricewaterhouse Coopers estaba justificado.
Bajo el acuerdo de la empresa con Fiorina, que fue caracterizado como un "paracaídas de oro" por la revista TIME y Yahoo! Finance, Fiorina recibió un paquete de indemnización valorado en $ 21 millones de dólares, que consistía en 2,5 veces su salario anual más bonificación y el saldo de la adquisición acelerada de opciones sobre acciones. Según la revista Fortune, Fiorina recaudó más de $100 millones de dólares en compensación durante su corto período en HP.

### Imagen de liderazgo empresarial
En 2003, Fiorina fue nombrada por la revista Fortune como la mujer más poderosa en los negocios, una posición que ocupó durante cinco años. En 2004, fue incluida en el ranking Time 100 de las "personas más influyentes en el mundo hoy", y nombrada décima en la lista Forbes de las "100 Mujeres más Poderosas del Mundo". En 2005, el Wall Street Journal describió a Fiorina como la epítome de "una nueva generación atractiva y controvertida de directores ejecutivos que combinan grandes visiones con estilos carismáticos pero egocéntricos y exigentes". Ese mismo año, el profesor Michael Useem de la Escuela de Negocios Wharton opinó: "Fiorina obtuvo una alta puntuación en el estilo de liderazgo, pero fracasó en ejecutar la estrategia".
Luego de su renuncia forzada a HP, varios comentaristas clasificaron a Fiorina como una de las peores CEOs estadounidenses (o tecnológicas) de todos los tiempos. En 2008, InfoWorld la agrupó con una lista de productos e ideas que fracasaron, declarando que su mandato como CEO de HP fue el sexto peor fracaso tecnológico de todos los tiempos, y caracterizándolaa como la "anti-Steve Jobs", por revertir la buena voluntad de "geeks" y alienar a los clientes existentes. Durante el mandato de Fiorina como CEO, HP arrendó o compró cinco aviones, incluidos dos Gulfstream IV, para reemplazar cuatro aviones viejos, de los cuales solo uno tenía el alcance para volar al extranjero. Un Gulfstream IV, adquirido a un costo de $ 30 millones de dólares y disponible para el uso "exclusivo" de Fiorina, se convirtió en un punto de convergencia para los empleados de HP que se quejaban de la costosa autopromoción y el estilo gerencial jerárquico de Fiorina durante una época de despidos para la compañía. Jeffrey Sonnenfeld de la Escuela de Administración de Yale dijo en agosto de 2015 que los problemas con el estilo de liderazgo de Fiorina fueron lo que causó que HP perdiera la mitad de su valor durante su mandato.
Otros han defendido sus decisiones de liderazgo empresarial y vieron la fusión de Compaq como exitosa a largo plazo.

## Transición de carrera y figura pública

### Autobiografía
En octubre de 2006, Fiorina publicó una autobiografía titulada Tough Choices, sobre su carrera y puntos de vista sobre distintos temas: lo que constituye un líder, cómo las mujeres pueden prosperar en los negocios y el rol que la tecnología seguirá desempeñando en la reconfiguración del mundo. Una revisión de NPR Books señaló que "el libro cubre el ascenso y caída de Fiorina como la ejecutiva más poderosa de Estados Unidos".
Libros anteriores escritos por otros sobre el papel de Fiorina en la fusión en HP incluyen Backfire (2003) de Peter Burrows, y Perfect Enough: Carly Fiorina and the Reinvention of Hewlett-Packard (2003), de George Anders. Una reseña del New York Times de estos libros en 2003 sostuvo: "Dos nuevos libros sobre el acuerdo y su principal defensora -la presidenta y directora ejecutiva de Hewlett-Packard, Carly Fiorina- muestran que hay mucho de lo que los inversores pueden deducir inmediatamente de esta fusión".

### Otras participaciones organizacionales
En octubre de 2007, Fiorina firmó con Fox Business Network como comentarista de negocios.
Después de dimitir de HP, Fiorina se desempeñó como miembro del directorio de Revolution Health Group y de la compañía de seguridad informática Cybertrust en 2005. En 2006, se convirtió en miembro del directorio del fabricante de chips Taiwan Semiconductor Manufacturing Company (TSMC), pero renunció al cargo el 30 de noviembre de 2009; la compañía sostuvo que fue "porque ella planeaba dedicar su tiempo y energía completas" a su campaña al Senado. Ella asistió al 17% de las reuniones del directorio de TSMC en 2009, y al 20% de las reuniones en 2008. Se desempeñó como miembro de la Corporación del MIT de 2004 a 2012. Fue miembro del Consejo de la Fundación del Foro Económico Mundial (WEF) en 2005. Ella es miembro honoraria de la Escuela de Negocios de Londres. En julio de 2012, el gobernador Bob McDonnell de Virginia, la nombró al Directorio de Visitantes de la Universidad James Madison. En 2015, Fiorina recibió un grado honorario y dio el discurso de graduación en la Southern New Hampshire University.
Fiorina es la presidenta y directora ejecutiva de Carly Fiorina Enterprises, una fundación empresarial y caritativa. Un portavoz describió a Fiorina Enterprises como "...una empresa sin fines de lucro que ayudó a Fiorina a estructurar compromisos y apariciones mientras brinda información al público sobre sus actividades...". El San Francisco Chronicle informó en 2009 que ella "nunca registró a Carly Fiorina Enterprises para realizar negocios en California, ya sea con el secretario de estado de California o con el secretario del condado de Santa Clara, donde vive Fiorina ".

## Filantropía y labor sin fines de lucro

### Good360
En abril de 2012, Fiorina se convirtió en presidenta de Good360, una organización 501(c)(3) no partidista sin fines de lucro en Alexandria, Virginia, que ayuda a las empresas a donar el exceso de mercancía a organizaciones benéficas. Good360 ha sido constantemente clasificada por la revista Forbes como una de las 10 organizaciones benéficas más eficientes, y clasificada como la 33° organización benéfica más grande en los Estados Unidos. Fiorina ha declarado que Good360 es "el mercado de donación de productos más grande del mundo. Ayudamos a las empresas a realizar un inventario en exceso y luego distribuir ese inventario en exceso a 37,000 organizaciones benéficas evaluadas en este país". En septiembre de 2014, Fiorina dirigió un esfuerzo de Good360 para conseguir que las corporaciones estadounidenses "ayuden a combatir el virus del Ébola en África occidental, donando artículos específicos". Ella dejó la organización cuando declaró su candidatura presidencial en 2015.

### Iniciativa One Women
Fiorina se desempeñó como Presidenta del Fondo de One Woman Initiative (OWI), una asociación entre el sector privado y las agencias gubernamentales, incluida la Agencia de Estados Unidos para el Desarrollo Internacional (USAID) y el Departamento de Estado de los Estados Unidos (DoS). OWI se describe a sí misma como "un fondo internacional para el empoderamiento de las mujeres" que busca "apoyar las iniciativas existentes en países de mayoría musulmana y países con grandes poblaciones musulmanas" y "centrarse en cuestiones clave de empoderamiento que incluyen emprendimientos, liderazgo político y el estado de derecho". OWI sostuvo que recaudaría fondos para otorgar subvenciones a fin de lograr estos objetivos, con contribuciones administradas a través de una organización 501(c)(3) designada aparte.
En junio de 2009, USAID anunció que se habían otorgado subvenciones de OWI por un total de más de $500,000 dólares a organizaciones de base en Azerbaiyán, Egipto, India, Pakistán y Filipinas.

### Opportunity International
El 14 de febrero de 2013, Opportunity International anunció una alianza con Fiorina y OWI para proporcionar recursos financieros, educación y formación de dos millones de mujeres que viven en la pobreza. Fiorina fue considerada como Embajadora Global de Opportunity International. El 4 de mayo de 2015, Opportunity International anunció que Fiorina renunciaba al Directorio después del anuncio de su candidatura presidencial.

### Fundación Fiorina
Fiorina es presidenta y directora ejecutiva de la Fundación Fiorina, una organización benéfica que ha donado a causas que incluyen Care-a-Van for Kids, un programa de transporte para ayudar a niños gravemente enfermos, y la African Leadership Academy, una institución educativa en Sudáfrica. La fundación 'permite a corporaciones, voceras empresarias y filántropos por igual abordar algunos de los problemas más desafiantes del mundo', según el sitio web de Fiorina, carlyfiorina.com ".
El San Francisco Chronicle informó que "los registros también muestran que su Fundación Fiorina nunca se ha registrado en el Servicio de Impuestos Internos o en la división de fideicomisos caritativos del fiscal general del estado, lo que las organizaciones benéficas exentas de impuestos deben hacer. Una portavoz comentó que "Fiorina y su personal creía que la fundación no estaba obligada a presentar una declaración ante el IRS porque no aceptaba contribuciones externas y donaba únicamente su patrimonio personal a causas dignas".

## Carrera política
Fiorina nunca ha ocupado un cargo público, pero ha afirmado que su condición de outsider es un atributo positivo, dado que, en su opinión, los políticos profesionales han fracasado en cumplir con el pueblo estadounidense, afirmando en una entrevista con Fox News en 2015 que "el 82% del pueblo estadounidense cree ahora que necesitamos personas ajenas a la clase política profesional para ocupar cargos públicos ".

### Presidenta de Recaudación de Fondos del Comité Nacional Republicano y campaña de 2008
En 2008, Fiorina trabajó como asesora para la campaña presidencial del senador republicano John McCain. A principios de ese año, fue mencionada por fuentes periodísticas como una potencial candidata a la vicepresidencia, y The New York Times señaló que si bien ella no quería postular, era una ejecutiva que podría convertirse posiblemente en candidata presidencial. El 7 de marzo de 2008, Fiorina fue nombrada presidenta de recaudación de fondos para la iniciativa "Victory" del Comité Nacional Republicano. Según los informes, era una "persona de contacto" para la campaña de McCain en temas relacionados con asuntos económicos y de negocios. El paquete de indemnización que recibió Fiorina de Hewlett-Packard en 2005 fue visto por algunos como una debilidad política durante la campaña.
El 3 de septiembre de 2008, Fiorina se dirigió ante la Convención Nacional Republicana. Ese mismo día, defendió la elección de Sarah Palin como compañera de fórmula de McCain y dijo que Palin estaba siendo objeto de ataques sexistas, una acusación que repitió un par de después, en respuesta a una de las parodias de Saturday Night Live sobre Sarah Palin.
Cuando se le preguntó durante una entrevista radial el 15 de septiembre de 2008, si pensaba que Palin tenía la experiencia para dirigir una empresa importante como Hewlett-Packard, Fiorina respondió: "No, no lo creo. Pero no está postulando para eso. Dirigir una corporación implica un conjunto diferente de cosas". Cuestionada por su respuesta, respondió: "No creo que John McCain pueda liderar una corporación importante". Fiorina dijo además que ninguno de los candidatos que competían tenía la experiencia para dirigir una gran empresa. Después de la cobertura mediática de los comentarios de Fiorina, ella "desapareció de la vista pública" y se cancelaron sus apariciones en televisión ya programadas, aunque continuó presidiendo el comité de recaudación de fondos del partido. En respuesta a la victoria de Barack Obama sobre Hillary Clinton en las primarias demócratas, Fiorina buscó atraer a más mujeres al campo republicano alabando los esfuerzos de Clinton.
Refiriéndose a la campaña de McCain, Newsweek describió a Fiorina como "la vocera más prominente en temas económicos en cualquiera de las dos campañas principales".  El analista político Stuart Rothenberg señaló que la desventaja de Fiorina, como posible compañera vicepresidencial de McCain, "es bastante fácil de esbozar" porque Fiorina "se convertiría en un punto de discusión para los demócratas" que se centrarían en el paquete de indemnización de Fiorina y su estilo de gerencia. Rothenberg concluyó que Fiorina era "como un sueño hecho realidad" para los investigadores de oposición demócratas la oposición demócrata.

### Consejo Empresarial de Defensa y Agencia Central de Inteligencia
Fiorina prestó servicios no remunerados en el Consejo Empresarial de Defensa, que examinó cuestiones de personal, entre otros, en el Pentágono.
Fiorina pasó dos años liderando el Consejo Asesor Externo de la Agencia Central de Inteligencia, desde 2007 hasta 2009, y se convirtió en presidenta de ese organismo, cuando el consejo fue creado por primera vez en 2007 por el entonces director de la CIA, Michael Hayden, durante la presidencia de George W. Bush.

### Candidatura al Senado de Estados Unidos por California en 2010

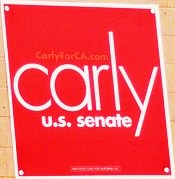
Logo de la campaña de Fiorina durante su candidatura a senadora de California

El 4 de noviembre de 2009, Fiorina anunció formalmente su candidatura para las elecciones del Senado de 2010 en un intento por desbancar a la senadora en el cargo, Barbara Boxer. La campaña de Fiorina en las primarias republicanas para ese escaño recibió una serie de respaldos, incluyendo uno de Sarah Palin a manera de una nota de Facebook. Su spot de campaña acerca de su rival republicano Tom Campbell con una "oveja demonio" —creado por el consultor publicitario de Fiorina Fred Davis III— generó publicidad internacional en gran medida negativa. Después de que el anuncio se hizo viral, el Partido Demócrata de California creó una parodia del spot retratando a la propia Fiorina como una oveja demonio.
El 8 de junio de 2010, Fiorina ganó las elecciones primarias republicanas para el Senado con más del 50% de los votos, superando a Campbell y al Congresista Estatal Chuck DeVore.
Una búsqueda de registros públicos hecha por Los Angeles Times reveló que Fiorina no había votado en la mayoría de las elecciones. Fiorina respondió: "Soy un republicana registrada desde siempre, pero no siempre he votado, y no daré ninguna excusa sobre ello. Saben, la gente muere por el derecho al voto. Y hay muchos, muchos californianos y estadounidenses que ejercen ese deber cívico con regularidad. No lo hice. Una vergüenza".
Los Angeles Times señaló que Fiorina tenía posiciones conservadoras sobre determinados temas sociales. Se opuso personalmente al aborto, salvo en casos de violación, incesto o puesta en peligro de la vida de la madre. Como ciudadana particular, dijo que votó a favor de la Proposición 8, que definió el matrimonio como la unión entre un hombre y una mujer. Después de un fallo de un tribunal federal el 4 de agosto de 2010, que declaró que la Proposición 8 era inconstitucional, Fiorina expresó su desacuerdo con el fallo, diciendo que los votantes de California habían hablado claramente en contra de las uniones del mismo sexo cuando una mayoría aprobó la propuesta en 2008. Dijo que se oponía a las pruebas de fuego o "litmus tests" para las nominaciones de la Corte Suprema, y no estaba a favor de una enmienda federal en materia de aborto. Fiorina había calificado al calentamiento global como un "problema grave", pero afirmó que la ciencia que lo rodea no es concluyente, diciendo: "Creo que debemos tener la valentía de examinar la ciencia de forma permanente". En un anuncio de campaña, Fiorina también comparó las preocupaciones de Boxer sobre el calentamiento global con las preocupaciones por "el clima". Fiorina aceptó contribuciones de la industria del carbón, así como de Koch Industries. Fiorina se opuso a la legislación sobre límites máximos y comercio respaldada por Boxer, y sostuvo que los esfuerzos para controlar los gases de efecto invernadero costarían 3 millones de puestos de trabajo y eran "enormemente destructivos".
En las divulgaciones financieras, Fiorina identificó su patrimonio neto entre $30 millones y $120 millones de dólares, y para el 22 de octubre, Fiorina había contribuido con un total de $ 6.5 millones de dólares a su propia campaña.
Sarah Palin estaba programada para aparecer en un evento republicano de recaudación de fondos dos semanas antes de las elecciones de 2 de noviembre, pero ni Meg Whitman (la candidata republicana a gobernadora de California) ni Fiorina, ambas republicanas de renombre, planeaban asistir. La predicción era que el respaldo de Palin en las primarias pondría en peligro su candidatura en la elección general.
Boxer ganó las elecciones generales, derrotando a Fiorina con un 52.2% frente a un 42.2%.

### Comité de Acción Política "Unlocking Potential"
Fiorina lanzó y desarrolló un comité de acción política (PAC) conocido como "Up-Project" (abreviatura de "Proyecto Unlocking Potential") de 2011 a 2014. La misión declarada de la organización es "Involucrar a mujeres con nuevos mensajes y a nuevas mensajeras, enfocándose en las interacciones personales con los votantes y yendo más allá de los métodos tradicionales de identificación, persuasión y participación de los votantes". En noviembre de 2014, The Washington Post  informó: "Ayudan a Fiorina trazar su futuro político los consultores Frank Sadler, quien una vez trabajó para Koch Industries, y Stephen DeMaura, un estratega que dirige Americans for Job Security, un grupo de incidencia a favor de la empresa privada en Virginia". El sitio web de Up-Project incluye a Fiorina como presidenta.

### Fundación Unión Conservadora Estadounidense y CPAC

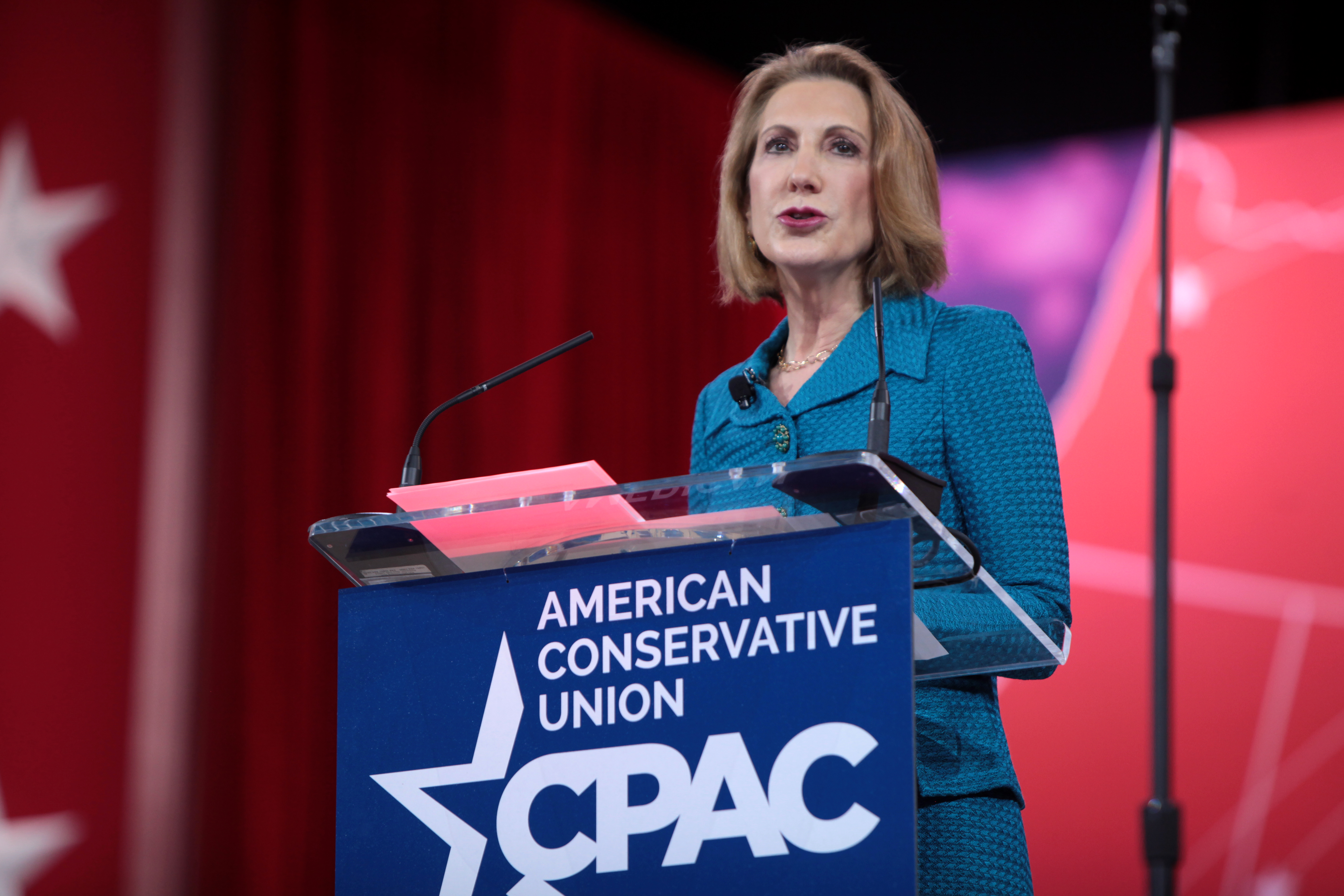
Carly Fiorina habla en la Conferencia de Acción Política Conservadora (CPAC) de 2015 en National Harbor, Maryland, el 26 de febrero de 2015.

El 1 de octubre de 2013, Al Cárdenas, presidente de la Unión Conservadora Estadounidense (ACU), nombró a Fiorina como presidenta de la Fundación Unión Conservadora Americana (ACUF), el brazo educativo de la ACU. La ACU es una organización 501(c)(4), mientras que la ACUF, es una organización 501(c)(3), que organiza anualmente la Conferencia de Acción Política Conservadora (CPAC).
Fiorina fue copresidenta del CPAC 2014, brindando un discurso en la conferencia. En CPAC 2015, Fiorina dio nuevamente un discurso en la conferencia. Se especulaba que Fiorina anunciaría su candidatura a la nominación republicana para la presidencia en esa presentación, lo que no sucedió hasta su anuncio oficial meses después, el 4 de mayo de 2015, en un video promocional y para la televisión, repitiendo los puntos clave de su discurso en CPAC e incluyendo un ataque contra la candidata demócrata Hillary Clinton.
Fiorina renunció como presidenta de la Fundación ACU a inicios de 2015.

### Campaña presidencial de Estados Unidos de 2016

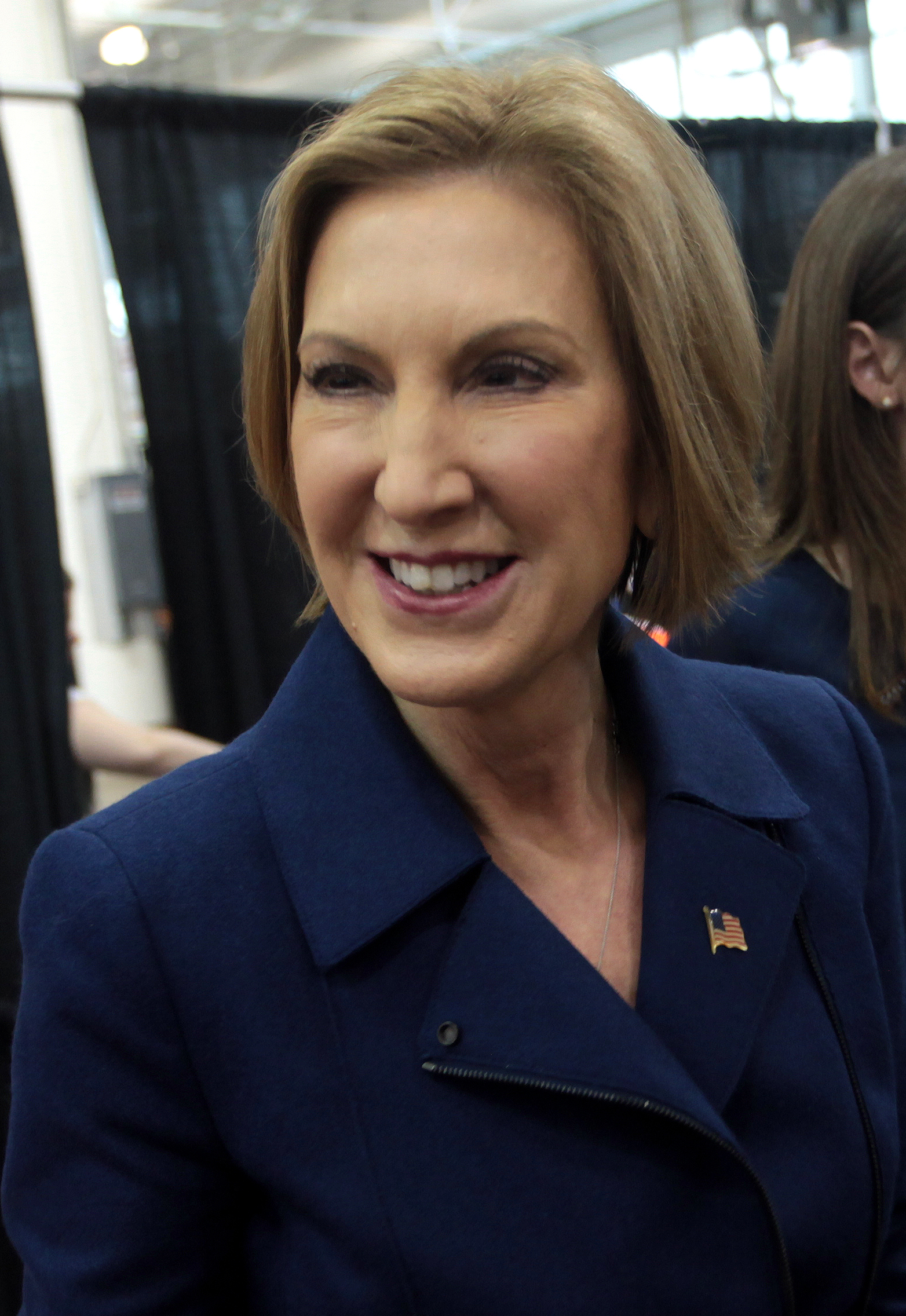
Carly Fiorina en la Fiesta de Crecimiento y Oportunidades de Iowa de 2015, en el Recinto Ferial del Estado, en Des Moines, Iowa. Octubre de 2015.

Fiorina descartó postular al Senado de Estados Unidos en 2016, pero se negó a descartar una candidatura a presidenta en 2016 o a  gobernadora de California en 2018. En noviembre de 2014, el Washington Post informó que Fiorina estaba "explorando activamente" una postulación a la presidencia. Su experiencia empresarial y su condición como la única directora ejecutiva y la única mujer en un "mar de hombres enternados" fueron considerados como positivos, mientras que los estrategas republicanos señalaban su desastrosa campaña al Senado de 2010, la deuda de campaña impaga y el despido de HP como "desafíos considerables". En marzo de 2015, Fiorina dijo en Fox News Sunday  que existía una "probabilidad superior al 90%" de que se postulara a la presidencia en 2016.
El 4 de mayo de 2015, Fiorina anunció su candidatura durante una entrevista en Good Morning America, con George Stephanopoulos. Fiorina entró en la carrera con críticas inmediatas a Hillary Clinton. Se informó que el Partido Republicano vio a Fiorina como "la punta de lanza" en su ataque a la campaña Clinton porque estaba en una posición única para aislar sus críticas a Clinton de afirmaciones de prejuicios de género.
Poco después de que Fiorina anunciara su entrada a la carrera presidencial de 2016, en una repetición de su carrera al Senado de 2010, las redes sociales y medios editoriales cuestionaron su mandato como CEO y presidenta de HP como base para su candidatura a la presidencia, enfocándose en los recortes de empleos norteamericanos y la deslocalización que Fiorina dirigió durante su permanencia en HP, contrastándolo con los altos bonos de compensación que recibió de la empresa. Su directora de campaña, Sarah Isgur Flores, desvió las críticas de los recortes de empleo diciendo que Fiorina "trabajó duro para salvar el mayor número de empleos posibles."
El 6 de agosto, Fiorina participó en el primer debate republicano de Fox News. Al no calificar para uno de los espacios de debate en horario estelar de Fox News, fue relegada al debate que se transmitió más temprano ese mismo día. La actuación de Fiorina llevó a los medios de comunicación a concluir que ella había ganado el debate inicial. Tras el debate, varios analistas predijeron correctamente que su número en las encuestas aumentaría. El 9 de agosto, Fiorina reportó un aumento en el apoyo a su recaudación de fondos. En una encuesta en Internet realizada por NBC y SurveyMonkey el 10 de agosto, Fiorina se ubicó en el cuarto lugar de los diecisiete contendientes republicanos con un 8% de los votantes republicanos muestreados diciendo que la apoyarían en una primaria o un caucus, un incremento en apoyo de seis puntos respecto a la data de encuestas anteriores.
El National Review señaló su rol como contrapunto a Hillary Clinton, diciendo que "Carly Fiorina sin duda está recibiendo atención debido a su background único, pero cada vez más y más personas se quedan a escucharla porque tiene algo nuevo que decir", y que "Fiorina también parece disfrutar el papel de ser la crítica más aguda de Hillary Clinton... Ella contrasta su experiencia como una "solucionadora de problemas" frente al historial de Clinton como una política profesional". The Nation comentó: "Con los supuestos temas de mujeres listos para desempeñar un papel sin precedentes en las próximas elecciones, los republicanos necesitan a alguien que pueda trolear a Hillary Clinton sin parecer sexista." Resaltando que fue nombrada "la mujer más poderosa en los negocios" por la revista Fortune en 1998, Steve Deace del Conservative Review escribió: "Fiorina es un cruce entre Carson y Trump. Tiene parte de la biografía inspiradora de Carson, y algo de la sagacidad/trayectoria empresarial de Trump." Meg Whitman, entonces directora ejecutiva de Hewlett Packard, sostuvo que, en su opinión, Fiorina no estaba calificada para ser presidenta de los Estados Unidos, y afirmó que la experiencia empresarial es importante, pero que haber trabajado en el gobierno también lo era, y que "es muy difícil que tu primer papel en política sea ser presidenta de los Estados Unidos".
Como parte de sus declaraciones financieras relacionadas con su candidatura, Fiorina reportó un patrimonio neto de $59 millones de dólares, con $12 millones de dólares en ingresos en 2013. El International Business Times estima que el patrimonio neto de Fiorina está entre 30 y 120 millones de dólares.
Sus actuaciones en los primeros debates para la nominación de las primarias republicanas, en particular sus respuestas al favorito Donald Trump en el debate del 16 de septiembre de 2015, le valieron un aumento significativo en las encuestas del 3% al 15% post-debate, pero sus cifras cayeron al 4% en octubre y al 3% en diciembre. El 10 de febrero, debido a sus débiles resultados en las primarias de Iowa y New Hampshire, Fiorina anunció que su campaña estaba suspendida. El 9 de marzo de 2016, Fiorina respaldó al senador de Texas Ted Cruz a la presidencia, diciendo que estaba "horrorizada" por Donald Trump y que Cruz era el único candidato que podía detenerlo.

### Campaña vicepresidencial
El 27 de abril de 2016, Cruz anunció que, de ser seleccionado como candidato presidencial del partido, elegiría a Fiorina como su compañera de fórmula vicepresidencial, Pero después de perder las primarias de Indiana seis días después, suspendió su campaña, convirtiendo a la candidatura de Fiorina a la vicepresidencia en la más corta en la historia moderna de Estados Unidos.
Fiorina recibió un voto del colegio electoral para vicepresidenta de un elector disidente en Texas.

## Posiciones políticas
Cuando ingresó a la política por primera vez como candidata al Senado en noviembre de 2009, Carly Fiorina era "considerada una republicana moderada con poca historia en temas sociales" y sus puntos de vista cambiaron durante su candidatura al Senado y su candidatura a la presidencia en 2016. En 2017, se describió a sí misma como conservadora. En 2020, Fiorina anunció que votaría por Joe Biden para presidente. FiveThirtyEight, una organización no partidista que analiza las posiciones de los candidatos y realiza encuestas, consideró a Fiorina dentro de las alas moderada y del establishment del Partido Republicano.

### Temas sociales
Fiorina es antiaborto. Expresó su apoyo a la legislación para prohibir los abortos 20 semanas después de la fertilización, con excepción de los casos de violación, incesto o peligro para la vida de la madre. En 2010, dijo que Roe vs. Wade era una ley establecida, pero luego revirtió esa posición. Fiorina apoya la revocación de Roe vs. Wade, el fallo de la Corte Suprema de 1973 que legalizó el aborto en los Estados Unidos, dejándolo en manos de los estados. Ella apoya la investigación con células madre embrionarias si los embriones no fueron creados para ese propósito.
En un discurso de febrero de 2015, Fiorina reconoció el consenso científico de que el cambio climático es real y que es causado por la actividad humana, pero expresó su escepticismo de que el gobierno pueda influir en el tema, y ha "insinuado que apuntar a la industria del carbón no resolverá el problema".
Fiorina dijo en mayo de 2015 que "la adicción a las drogas no debe ser criminalizada" y citó "la despenalización de la adicción y el consumo de drogas" como ejemplo de una reforma exitosa. Fiorina se opone a la legalización de la marihuana, pero dice que cree en los derechos de los estados y que como presidenta no hará cumplir la prohibición federal de la marihuana en Colorado, donde los votantes han legalizado la marihuana como una cuestión de ley estatal.
Mientras se postulaba para la presidencia, Fiorina ha sido una crítica de los Estándares Estatales Básicos Comunes (Common Core). En septiembre de 2015, Fiorina dijo: "No Child Left Behind, Race to the Top, Common Core: todos son grandes programas burocráticos que le están fallando a nuestra nación". Este fue un cambio de su posición sobre las políticas educativas federales durante su campaña de 2010 para el Senado de los Estados Unidos por California.  En esa campaña, Fiorina emitió un documento de posición en el que "abogaba firmemente por la rendición de cuentas basada en métricas en las escuelas" y "elogió a No Child Left Behind por establecer altos estándares, y a Race to the Top por utilizar medidas de referencia internacional".
En California, Fiorina apoyó la Ley DREAM, la que permitiría a los niños traídos a los Estados Unidos por sus padres cuando eran menores de 16 años obtener la residencia permanente en los Estados Unidos y un camino hacia la ciudadanía, si se gradúan de la universidad o sirven en las fuerzas armadas.
Carly Fiorina se opuso al matrimonio entre personas del mismo sexo, pero apoyó las uniones civiles. Más tarde dijo que esperaba que la nación apoyara Obergefell vs. Hodges, la decisión que legaliza el matrimonio entre personas del mismo sexo, y que también respete la conciencia de las personas. En noviembre de 2009, durante una entrevista con el Wall Street Journal, Fiorina dijo que votó a favor de la Proposición 8, una propuesta de votación de California que prohibía el matrimonio entre personas del mismo sexo en ese estado. Durante las elecciones al Senado de los Estados Unidos de 2010 en California, Fiorina fue respaldada por GOProud, una organización conservadora gay.  En 2010, Fiorina declaró que apoyaba la Ley de Defensa del Matrimonio, pero también apoyaba las uniones civiles. Ella apoyó la derogación de Don't Ask Don't Tell. En 2015, Fiorina reafirmó su apoyo a las uniones civiles con los mismos beneficios gubernamentales que se otorgan a las personas casadas. Ella no apoya una enmienda constitucional para prohibir el matrimonio homosexual. En 2017, Fiorina encabezó el 40 aniversario de Log Cabin Republicans, un comité de acción política que apoya los derechos LGBT. En su discurso, dijo: "Todos tienen que ser libres de ser quienes son".
Fiorina cree que los empleadores deben decidir si deben otorgar licencia de maternidad pagada a sus empleadas y no debe ser un mandato del gobierno, señalando que algunas empresas del sector privado ya lo están haciendo.  También señaló que HP, mientras era directora ejecutiva, ofreció licencia por maternidad pagada.

### Política exterior y militar
Fiorina ha criticado el acuerdo nuclear internacional con Irán, diciendo que Irán está "en el centro" del mal en el Medio Oriente; que el acuerdo es un "trato defectuoso"; y que "hay muchas razones para sospechar" de él. Fiorina también sugirió que las disposiciones de verificación en el acuerdo eran insuficientes y que la aprobación del acuerdo por parte de la comunidad internacional y los socios negociadores de Estados Unidos era sospechosa porque Rusia y China tienen interés en obtener acceso a la economía de Irán, y la Unión Europea "ha negociado, francamente, una serie de acuerdos débiles". Fiorina se opone a la normalización de las relaciones entre Estados Unidos y Cuba, diciéndole a Hugh Hewitt que, de ser elegida, cerrará la embajada de Estados Unidos en La Habana. En una discusión de enero de 2015 con un bloguero político de Iowa, Fiorina dijo de los chinos: "No son tremendamente imaginativos. No son emprendedores. No innovan. Por eso están robando nuestra propiedad intelectual". Fiorina apoya mantener abierto el campo de detención de la Bahía de Guantánamo en Cuba. En septiembre de 2015, Fiorina "ofreció una enérgica defensa del submarino de la CIA", una táctica utilizada por Estados Unidos durante la Guerra contra el Terror de la era de George W. Bush.

### Temas económicos y fiscales
Fiorina criticó la legislación de reforma de sanitaria, Ley del Cuidado de Salud a Bajo Precio (ACA), durante el debate en 2009 que condujo a la aprobación de la ley.  Fiorina ha apoyado la derogación de la ACA durante su carrera por el Senado de 2010 en California,  y en su campaña presidencial de 2015.  Fiorina ha calificado la ley como "profundamente defectuosa" y una "gran extralimitación legislativa". Fiorina respalda un mandato individual que requeriría que las personas tengan "planes de seguro de 'atención catastrófica' con deducibles altos y utilicen dólares federales para subsidiar fondos de alto riesgo basados en el estado para brindar atención a quienes de otra manera no podrían pagarla".
Fiorina ha declarado que "no existe un papel constitucional para que el gobierno federal establezca salarios mínimos" y que el salario mínimo "es un ejemplo clásico de una política que es mejor conducida en los estados" porque las condiciones económicas en Nueva Hampshire varían significativamente de condiciones económicas más costosas en Los Ángeles o Nueva York. Fiorina también cree que aumentar el salario mínimo federal "perjudicaría a quienes buscan trabajos en niveles iniciales".
Fiorina se opone a las reglas de neutralidad de la red adoptadas por la Comisión Federal de Comunicaciones (FCC) y ha dicho que "revertiría" esa política: "La regulación sobre la innovación es un papel realmente malo para el gobierno". Fiorina ha criticado repetidamente las reglas, argumentando que "la FCC acaba de emitir —sin que nadie comente ni vote al respecto— 400 páginas de nuevas regulaciones en Internet. No es bueno, no es útil".
Fiorina "cree en general que reducir las regulaciones gubernamentales ayuda a estimular la economía". Ella condenó la Ley de Protección al Consumidor y Reforma de Wall Street Dodd-Frank, diciendo en abril de 2015: "Deberíamos deshacernos de Dodd-Frank y empezar de nuevo". Fiorina ha sido cuestionada por algunos medios de comunicación por afirmar que "nunca se ha derogado una sola regulación". Glenn Kessler, del Washington Post, dijo que "partes importantes de la economía se han desregulado en las últimas décadas. Si bien la derogación de una regla específica es relativamente rara, ciertamente hay ejemplos".
Fiorina favorece la reducción de las tasas impositivas, la simplificación del código tributario y la eliminación de los tecnicismos legislativos que, según ella, benefician principalmente a los contribuyentes ricos.  Fiorina ha dicho que "el gobierno necesita recibir menos dinero de los impuestos, no más". Durante su campaña al Senado de 2010, Fiorina "pidió la eliminación del impuesto al patrimonio y los impuestos a las ganancias de capital para las inversiones en pequeñas empresas y la reducción de las tasas impositivas marginales". Fiorina se opone a las propuestas para aumentar el impuesto federal a la gasolina o los impuestos estatales a la gasolina con el fin de financiar el Fondo Fiduciario de Carreteras, afirmando en un artículo de opinión del Wall Street Journal de febrero de 2015: "Cualquier aumento del impuesto a la gasolina, grande o pequeño, dañará a las familias estadounidenses y perjudicará el crecimiento económico." Fiorina se opuso al paquete de estímulo federal de 2009 destinado a crear un crecimiento laboral a corto plazo e invertir en infraestructura, educación, salud y energía renovable, calificándolo como una pérdida de dinero de los contribuyentes. Fiorina ha dicho que recortaría el salario de los trabajadores federales y basaría su compensación en el desempeño. También aboga por el presupuesto base cero para el presupuesto federal, que iniciaría el proceso de presupuesto anual para cada departamento desde una línea de base cero.
Fiorina está a favor del programa de visas H-1B. Escribiendo en contra de las propuestas que ella consideraba proteccionistas en un artículo de opinión del Wall Street Journal de 2004, Fiorina dijo que si bien "Estados Unidos es el país más innovador", no seguiría siéndolo si el país "huyera de la realidad de la economía global". Fiorina dijo ante el Congreso en 2004: "Ya no hay trabajo alguno que sea propiedad divina de Estados Unidos. Tenemos que competir por puestos de trabajo como nación".

## Vida personal
Fiorina (entonces Cara Carleton Sneed) se casó con Todd Bartlem, un compañero de clase de Stanford, en junio de 1977. Se divorciaron en 1984. En 1981, le presentaron al ejecutivo de AT&T, Frank Fiorina, quien le dijo en su tercera cita que ella algún día dirigiría la empresa. Se casó con él en 1985, siendo el segundo matrimonio para ambos. Fiorina ha dicho que querían tener hijos juntos, pero que "ese no era el plan de Dios" Frank Fiorina se jubiló anticipadamente de AT&T en 1998 a los 48 años para viajar con su esposa y apoyarla en su carrera.
Frank Fiorina tuvo dos hijas, Traci y Lori Ann, de su primer matrimonio. Su madre, Patricia, recibió la custodia de ambos hijos tras el divorcio. Carly ayudó a su esposo a criar a sus hijas. Lori Ann luchó con problemas de alcoholismo, abuso de sustancias y bulimia. Murió en 2009 a los 35 años.
En febrero de 2009, Fiorina fue diagnosticada con cáncer de mama en un estadio II. Se sometió a una doble mastectomía en el Hospital de Stanford en marzo de 2009, seguida de quimioterapia, que provocó la pérdida temporal de su cabello, y luego radioterapia. Se le dio "un excelente pronóstico para una recuperación completa". A finales de 2009, durante su campaña por el escaño del Senado de Estados Unidos en poder de Barbara Boxer, Fiorina dijo con humor a un grupo de simpatizantes: "Tengo que decir que después de la quimioterapia, Barbara Boxer no me atemoriza más".
Según las divulgaciones financieras presentadas por la campaña de Fiorina en junio de 2015, ella y su esposo poseen un patrimonio neto combinado de $ 59 millones. Fiorina ha publicado las declaraciones de impuestos a la renta que ella y su esposo presentaron conjuntamente en 2013 y 2012; en esos años, los Fiorina reportaron ingresos de casi $2 millones y $1,3 millones, respectivamente.
Fiorina y su esposo viven en una casa en el suburbio de Mason Neck, Virginia, en Washington D. C., con vista al río Potomac. La casa y los terrenos fueron valorados en $6.6 millones en 2015. En el momento de las elecciones al Senado de 2010, Fiorina y su esposo vivían en Los Altos Hills, California, un suburbio del área de la Bahía de San Francisco. Entre 2005 y 2012, Fiorina y su esposo también fueron dueños de un condominio en el vecindario de Georgetown en Washington, donde vivieron aproximadamente la mitad del año; vendieron el condominio por $5.3 millones.
Hablando de su fe religiosa, Fiorina dijo que es cristiana. Específicamente, dijo que "fue criada como episcopal, pero no asiste a la iglesia con regularidad".